# Neezonnie Number One
Neezonnie Number One är en klan i Liberia.   Den ligger i regionen Grand Gedeh County, i den sydöstra delen av landet, 240 km öster om huvudstaden Monrovia.